# Freedom Call (EP)
Albums de Angra
Holy Land
(1996) Holy Live
(1997)
Freedom Call est un EP du groupe brésilien de heavy metal Angra, sorti peu de temps après l'album Holy Land et contenant trois morceaux issus des sessions de l'album. Il contient également une version orchestrale de Stand Away, morceau figurant sur le premier album, Angels Cry, ainsi qu'une reprise de Painkiller de Judas Priest et une version écourtée de Deep Blue, un morceau de l'album Holy Land.

## Liste des morceaux
1. Freedom Call – 05:08
2. Queen of the Night (remix) – 04:38
3. Reaching Horizons – 05:08
4. Stand Away (version orchestrale) – 04:38
5. Painkiller (remix, reprise de Judas Priest) – 06:05
6. Deep Blue (radio edit) – 03:57

## Formation
- Andre Matos (chant)
- Kiko Loureiro (guitare)
- Rafael Bittencourt (guitare)
- Luis Mariutti (basse)
- Ricardo Confessori (batterie)